# Tara Simpson-Sullivan
Tara Simpson-Sullivan (* 2. Dezember 2000 in Penrith) ist eine britische Leichtathletin, die sich auf den Hammerwurf spezialisiert hat.

## Sportliche Laufbahn
Erste Erfahrungen bei internationalen Meisterschaften sammelte Tara Simpson-Sullivan im Jahr 2021, als sie bei den U23-Europameisterschaften in Tallinn mit einer Weite von 64,84 m den fünften Platz belegte.
2021 wurde Simpson-Sullivan britische Meisterin im Hammerwurf. Sie absolviert ein Psychologiestudium an der Rice University in Houston.